# Misao Tatewaki
Misao Tatewaki (romanización del japonés 館脇 操) ( 1899 - 1976 ) fue un botánico, pteridólogo, fitogeógrafo, y profesor japonés. Completa finalmente en 1957 con la flora de la isla Kuril. Llegó a Director del Jardín Botánico de la Universidad de Hokkaidō en Sapporo.

## Algunas publicaciones
- Tatewaki, M. 1927. On the plants collected in the island of Alaid by Hidegoroi‚ Itoi‚ & Gosaku Komori. Trans. of Sapporo Natural History Soc.

### Libros
- 1931. The primary survey of the vegetation of the Middle Kuriles Journal of the Faculty of Agriculture, Hokkaido Imperial University. 190 pp.
- 1932. The phytogeography of the Middle Kuriles (Journal of the Faculty of Agriculture, Hokkaido Imperial University. 363 pp.
- Tatewaki, M. 1934.  Vascular Plants of the Northen Kuriles. En Bulletin of Biogeographical Society of Japan 4 (4 ): 257-334, febrero de 1934. Tokio [http://ci.nii.ac.jp/lognavi?name=nels&lang=en&type=pdf&id=ART0004973374 (enlace roto disponible en Internet Archive; véase el historial, la primera versión y la última). en japonés]
- ----. 1954.  Akan Kokuritsu Koen Ashiyoroguchi no shokusei. 53 pp.
- ----. 1957.  Geobotanical studies on the Kurile Islands Acta Horti Gotoburgensis. 123 pp.

## Honores

### Eponimia
- (Asteraceae) Hieracium tatewakii (Kudo) Tatew. & Kitam.
- (Betulaceae) Betula tatewakiana M.Ohki & Watan.
- (Campanulaceae) Adenophora tatewakiana Hurus.
- (Cyperaceae) Carex tatewakiana Ohwi
- (Poaceae) Sasa tatewakiana Makino
- (Salicaceae) Toisochosenia × tatewakii Kimura

- La abreviatura «Tatew.» se emplea para indicar a Misao Tatewaki como autoridad en la descripción y clasificación científica de los vegetales.[2]